# Рокасека дей Волши
Рокасѐка дей Во̀лши (на италиански: Roccasecca dei Volsci) е село и община в Централна Италия, провинция Латина, регион Лацио. Разположено е на 376 m надморска височина. Населението на общината е 1144 души (към 2010 г.).